# Ennio Porrino
Ennio Porrino (Cagliari, 20 gennaio 1910 – Roma, 25 settembre 1959) è stato un compositore italiano.
Compose musica sinfonica, cameristica e operistica.

## Biografia
Studiò composizione con Cesare Dobici e Giuseppe Mulè, diplomandosi al Conservatorio di Santa Cecilia di Roma nel 1932. Fu poi allievo di Ottorino Respighi e già all'età di 23 anni ottenne una prima affermazione presso il Teatro Augusteo di Roma con l'overture Tartarin de Tarascon, e con il poema sinfonico Sardegna (1934), quest'ultima rimarrà la sua composizione più conosciuta ed eseguita.
Affermatosi durante il fascismo, scrisse la Marcia del Volontario proposta dal Ministro Barracu come inno della Repubblica Sociale Italiana. Terminata la guerra, il coinvolgimento attivo nella causa fascista gli costarono la marginalità, ottenendo incarichi minori. Nel 1946 ebbe l'incarico di bibliotecario supplente nella Biblioteca del Conservatorio di San Pietro a Majella a Napoli e si occupò di iniziare l'opera di risistemazione dell'inestimabile patrimonio librario, compito nel quale si impegnò fino al 1948, quando iniziò ad insegnare composizione nel medesimo istituto.
Nel 1951 divenne professore ordinario di composizione presso il Conservatorio di Roma, a partire dal 1956 direttore del Conservatorio Pierluigi da Palestrina di Cagliari. Fu membro dell'Accademia nazionale di Santa Cecilia di Roma e dell'Accademia nazionale Luigi Cherubini di Firenze. Si dedicò inoltre all'attività di direttore con l'Orchestra RAI A. Scarlatti di Napoli e l'Orchestra e Coro del Teatro La Fenice di Venezia.
Secondo il musicologo Felix Karlinger, egli fu il maggior musicista in Italia dopo Giacomo Puccini (anche se oggi la definizione risulta decisamente ingiustificata), mentre l'enciclopedia musicale tedesca Musik in Geschichte und Gegenwart ricorda che l'opera I Shardana (1959) venne acclamata dalla critica come la più importante in Italia dal dopoguerra. Sintetiche schede su Porrino compaiono in enciclopedie come il Grove e la UTET.
Nel suo stile e nella sua ispirazione sono importanti la musica sinfonica e strumentale, quella sacra e quella drammatica e la Sardegna e le sue tradizioni popolari. Il suo stile compositivo risulta oggi assai manierista, legato ad un'estetica tardo romantica (benché consapevole delle esperienze musicali del primo novecento) che lo fece apparire marginale agli occhi delle nascenti Avanguardie che si stavano affermando a livello internazionale. 
Al Maestro sardo sono stati intitolati la Scuola Media Statale di Uta, il Concorso Internazionale di Pianoforte degli Amici della Musica di Cagliari e numerose Associazioni culturali musicali, oltre a strade e piazze. La sua vita è stata raccontata dallo sceneggiato radiofonico trasmesso dalla RAI in cinque puntate "L'Isolano: Ennio Porrino, uomo e musicista", regia di Lucio Romeo 1988.

## Il Concorso Internazionale di Pianoforte Ennio Porrino
Cagliari, città natale di Ennio Porrino, è sede del Concorso Internazionale di Pianoforte dedicato alla sua memoria.
Istituito nel 1981 dagli Amici della Musica di Cagliari, sotto la guida di Sergio Perticaroli, il Concorso Porrino prevedeva agli inizi anche la competizione pianistica di livello concertistico, la composizione e l'esecuzione con un altro strumento (che cambiava ogni anno), mentre dal 1996 è competizione per piano solo. Il Concorso Porrino bandisce ogni anno, tra gli altri, un premio speciale per l'esecuzione di opere di Ennio Porrino.

## Composizioni
- 1928 - Attìtidu Lamento funebre dai "Dieci canti in stile sardo"
- 1930 - Preludio per organo in fa maggiore
- 1932 - 1. Bastimento negriero, impressione per violino e pianoforte
- 1934 - Tartarin de Tarascon, Ouverture per Orchestra
- 1934 - Sardegna, poema sinfonico per orchestra
- 1934 - Canti di stagione, per voce e orchestra
- 1935 - I canti della schiavitù
- 1935 - 2. Il sogno dello schiavo
- 1935 - 3. Indios-danza, per violino, violoncello e pianoforte
- 1936 - Notturno e danza
- 1936 - Canti di stagione, per voce di soprano o tenore e piccola orchestra
- 1936 - Concertino per tromba in Sib e pianoforte
- 1936 - Sinfonia per una fiaba, partitura per grande orchestra
- 1937 - La Visione d'Ezechiele, Preludio, Adagio e Corale per Orchestra
- 1937 - Canzone romanesca, per canto e pianoforte
- 1938 - Traccas
- 1939 - Tre Canzoni Italiane
- 1940 - Proserpina, Coro femminile (a 3 voci)
- 1941 - Monte Circeo, lirica per canto e pianoforte
- 1942 - Due canti in stile sardo per soprano e pianoforte
- 1944 - Marcia del volontario
- 1945 - Tre liriche greche per soprano e orchestra da camera da I canti dell'esilio. Parte prima
- 1945 - Tre liriche italiane (Prima serie, dal '200 al '400) per soprano e orchestra da camera da I canti dell'esilio Parte prima
- 1945 - Tre liriche trobadoriche per soprano e orchestra da camera da I canti dell'esilio. Parte prima
- 1947 - Sonata drammatica, per voce recitante e pianoforte
- 1952 - Nuraghi, 3 danze primitive sarde per piccola orchestra
- 1953 - Concerto dell'Argentola, per chitarra e orchestra
- 1955 - Notte di Natale e campane di Pasqua, per solo coro a 3 voci
- 1958 - Sonar per musici, Concerto per archi e clavicembalo
- 1958 - Dancing per pianoforte
- 1959 - La bambola malata
- ???? - In su monte Limbara
- ???? - Tres' arrosas de oru
- ???? - Notturno, Sonata drammatica in re min, Op.35
- ???? - Preludio, adagio e corale

### Opere liriche
- 1937 - Lucrezia (opera di Ottorino Respighi che completò sulla base degli appunti lasciati dal maestro unitamente alla moglie di quest'ultimo)
- 1941 - Gli Orazi al Teatro alla Scala di Milano diretta da Antonio Guarnieri con Iva Pacetti, Giovanni Voyer, Tancredi Pasero e Giulio Neri
- 1949 - Il processo di Cristo, oratorio per soli coro organo e orchestra
- 1955 - L'organo di bambù libretto e regia di Giovanni Artieri con Oralia Domínguez al Teatro La Fenice di Venezia
- 1959 - I Shardana (Gli uomini dei nuraghi), dramma musicale in tre atti

### Colonne sonore
- Equatore, regia di Gino Valori (1939)
- Fatto di cronaca, regia di Piero Ballerini (1945)
- La vita semplice, regia di Francesco De Robertis (1945)
- Pian delle stelle, regia di Giorgio Ferroni (1946)
- Senza famiglia, regia di Giorgio Ferroni (1946)
- Cotone, regia di Ubaldo Magnaghi - documentario (1947)
- Altura, regia di Mario Sequi (1950)
- Trieste mia!, regia di Mario Costa (1951)
- Nei regni del mare (Dans les royaumes de la mer), regia di Giovanni Roccardi - cortometraggio (1952)
- Nerone e Messalina, regia di Primo Zeglio (1953)

### Varie
- 1934 - Armonizza la ninna nanna corsa Dormi dormi u miò anghiulellu
- 1952 - Musiche per lo spettacolo teatrale Efisio D'Elia di Marcello Serra